# Kedrostis
Kedrostis là một chi thực vật có hoa trong họ Cucurbitaceae.

## Loài
Chi Kedrostis gồm các loài:
- Kedrostis abdallai
- Kedrostis africana
- Kedrostis bennettii
- Kedrostis capensis
- Kedrostis cogniauxii
- Kedrostis courtallensis
- Kedrostis crassirostrata
- Kedrostis dissecta
- Kedrostis elongata
- Kedrostis foetidissima
- Kedrostis gijef
- Kedrostis heterophylla
- Kedrostis hirta
- Kedrostis lanuginosa
- Kedrostis laxa
- Kedrostis leloja
- Kedrostis limpompensis
- Kedrostis monosperma
- Kedrostis nana
- Kedrostis perrieri
- Kedrostis psammophila
- Kedrostis pseudogijef